# Allgäuer Nagelfluh-Schichtkämme

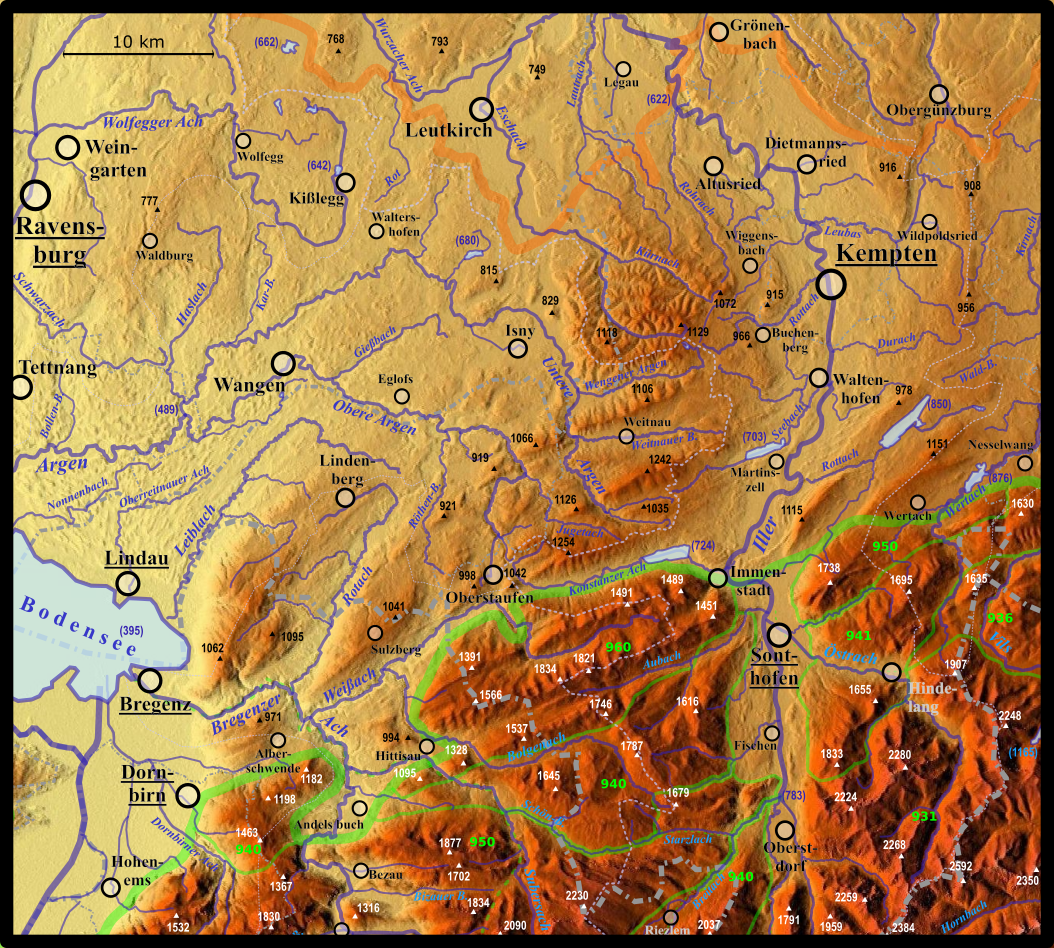
Relief der Nagelfluhschwelle inklusive der subalpinen, bis 1254 m erreichenden Nagelfluhhöhen und Senken zwischen Bodensee und Wertach nördlich der Nagelfluhketten; Legende siehe Bildbeschreibungsseite

Die Allgäuer Nagelfluh-Schichtkämme sind eine Gebirgsgruppe und ein Naturraum der Allgäuer Alpen im bayerischen Landkreis Oberallgäu und im österreichischen Vorarlberg. Er fasst die drei parallelen, nach Südwesten streichenden Nagelfluhketten am Nordrand des Gebirges zusammen, die Namensgeber für den Naturpark Nagelfluhkette sind. 
Die Hochgratkette in der Mitte erreicht am Hochgrat 1834 m ü. NHN und am Rindalphorn 1821 m. Die nördliche Prodel-Kojen-Kette wird an der Eckhalde 1491 m hoch (Immenstädter Horn am Ostrand: 1489 m), die südliche Kette am Siplinger Kopf bis zu 1746 m.

## Naturräumliche Gliederung
Die Allgäuer Nagelfluh-Schichtkämme gliedern sich wie folgt:
- (zu 96 Schweizer und Allgäuer Nagelfluh-Schichtlämme)
  - 960 Allgäuer Nagelfluh-Schichtkämme
    - 960.0 Prodel-Kojen-Schichtkamm (= 020-03 bei LfU)[2]
      - 960.00 Prodel-Schichtkamm (an der Eckhalde 1491 m, am Immenstädter Horn 1489 m)
      - 960.01 Kojen-Schichtkamm (an der Fluh  1391 m)
      - 960.02 Oberes Weißachtal

    - 960.1 Rindalphorn-Schichtkamm (= Hochgratkette; am Hochgrat 1834 m, am Rindalphorn 1821 m) (= 020-02 bei LfU)[2]
    - 960.2 Siplingerkopf-Schichtkamm (am Siplinger Kopf 1746 m)  (= 020-01 bei LfU)[2]
    - 960.3 Hittisberg (1328 m)
    - 960.4 Stangstattkopf (1095 m)

Die Einheiten 960.3 und 960.4, die den Siplingerkamm nach Südwesten fortsetzen, sind geologisch, jedoch nicht als Berge eigenständig. Der Hittisberg sitzt auf einem Nordwestausläufer des Feuerstätterkopfs (1645 m, 940.01, Flyschalpen) auf. Der Stangstattkopf auf einem Nordwestsporn der Bezauer Gewölbegruppe (950.5), die an der Winterstaude 1877 m erreicht.
Als weitere Untereinheit der 96 sieht Dongus die Gäbris-Schichtkämme, die vom Gäbris (1247 m) bis auf etwa 1660 m ansteigen, an.

## Definition
Im Handbuch der naturräumlichen Gliederung Deutschlands wurde im Jahr 1953 der nordwestlichste Teil der Deutschland berührenden Alpen in der Hauptsache in der Haupteinheit 020 Vorderer Bregenzer Wald der Haupteinheitengruppe Schwäbisch-Bayerische Voralpen zusammengefasst (siehe Naturräumliche Gliederung der Alpen). Diese bestand zum einen aus den drei Nagelfluhketten, zum anderen aus dem Pfänder (1062 m) nebst Hirschberg (1095 m) und dem Sulzberg (1041 m) sowie zwei kleineren, keine 1000 m erreichenden Massiven, die durch Pfänder und Sulzberg von Norden bis Nordwesten umschlossen werden.
Im Jahr 1991 gliederte Hansjörg Dongus im Auftrag der Bundesanstalt für Landeskunde, die auch das Handbuch herausgegeben hatte, in der Feingliederung 1:200.000 auf Blatt 187/193 Lindau/Oberstdorf die zugehörige Region in feinere Einheiten. Dabei fasste er, wie schon 1978 Klaus Hormann auf Blatt 190/196 Salzburg, die alpinen Naturräume nicht unter den Ziffern 01 und 02 zusammen, sondern unter der 9. Dongus' bzw. Hormanns System ist strenger nach dem anstehenden Grundgestein ausgerichtet und enthält auch naturräumliche Einheiten, die nicht einfach zusammenhängend sind.
Dongus befand Pfänder, Sulzberg und die anderen beiden Höhenzüge für nicht alpin genug und fasste sie daher mit den bis 1254 hohen Nagelfluh- und Molassehöhenzügen nördlich der Nagelfluhketten bis hin zur Adelegg (bis 1129 m) in der neuen, nicht alpinen Einheit Nagelfluhhöhen und Senken zwischen Bodensee und Wertach zusammen, während die Nagelfluhketten bei ihm eine eigenständige Einheit der Alpen bildeten.
Das Bayerische Landesamt für Umwelt (LfU) nummeriert die drei Schichtkämme unter 020-01 bis 020-03 ein und den Pfänder nebst Sulzberg unter 020-00 und hält insofern an der alten Haupteinheit des Vorderen Bregenzer Waldes fest.

## Geologie
Siehe Hochgratkette#Geologie, die dortigen Ausführungen gelten auch für die äußeren beiden Kämme.

## Nachweise
1. 1 2 3 4  
Hansjörg Dongus: Geographische Landesaufnahme: Die naturräumlichen Einheiten auf Blatt 187/193 Lindau/Oberstdorf. Bundesanstalt für Landeskunde, Bad Godesberg 1991. → Online-Karte (PDF; 6,1 MB)
2. 1 2 3 4  
Naturräume der Haupteinheitengruppen 01, 02 und 03 im BayernAtlas der Bayerischen Staatsregierung – Nördliche Kalkhochalpen und Schwäbisch-Bayerische Voralpen sowie Subalpines Jungmoränenland (Hinweise)
3. ↑  
Emil Meynen, Josef Schmithüsen (Hrsg.): Handbuch der naturräumlichen Gliederung Deutschlands. Bundesanstalt für Landeskunde, Remagen/Bad Godesberg 1953–1962 (9 Lieferungen in 8 Büchern, aktualisierte Karte 1:1.000.000 mit Haupteinheiten 1960).
4. ↑  
Klaus Hormann: Geographische Landesaufnahme: Die naturräumlichen Einheiten auf Blatt 190/196 Salzburg. Bundesanstalt für Landeskunde, Bad Godesberg 1978. → Online-Karte (PDF; 6,1 MB)

Koordinaten: 47° 29′ 43″ N, 10° 4′ 43″ O